# سكوت غودمان
سكوت غودمان (بالإنجليزية: Scott Goodman)‏ هو سباح أسترالي، ولد في 20 أغسطس 1973 في هوبارت في أستراليا.

## روابط خارجية
- سكوت غودمان على موقع الاتحاد الدولي للسباحة (الإنجليزية)
- سكوت غودمان على موقع أوليمبيديا (الإنجليزية)
- سكوت غودمان على موقع اللجنة الأولمبية الأسترالية (الإنجليزية)